# 卡西内
卡西内（義大利語：Cassine），是意大利亚历山德里亚省的一个市镇。总面积33.54平方公里，人口3088人，人口密度92.1人/平方公里（2009年）。ISTAT代码为006043。